# Hoplitis tuberculata
Hoplitis tuberculata là một loài Hymenoptera trong họ Megachilidae. Loài này được Nylander mô tả khoa học năm 1848.